# فيرفين
فيرفين هي بلدية فرنسية تقع في إقليم أن،أوت دو فرانس شمال فرنسا.